# المتحولون (فلم)
ترانسفورمرز أو المتحولون (بالإنجليزية: Transformers) هو فيلم أكشن أنتج عام 2007، من إخراج مايكل بي، وقام بإنتاج الفيلم ستيفن سبيلبرغ. الفيلم مقتبس من مجموعة ألعاب للأطفال ظهرت عام 1984، وشكلت نقلة تكنولوجية هائلة، وصدر حولها العديد من الكتب والقصص والرسوم المتحركة. الفيلم من بطولة شيا لابوف، ميغان فوكس، جوش دوهامل.

## القصة
منذ زمن بعيد على كوكب سايبرترون، نشبت حرب بين الروبوتات الطيبة (الأوتوبوت Autobots) والروبوتات الشريرة (الديسيبتيكون Decipticons) التي يرأسها ميغاترون وذلك من أجل السيطرة على الأولسبارك. وهو شيء على شكل مكعب من يملكه يمتلك قوة جبارة ليس لها حدود. ينجح الروبوتات الطيبون في تهريب الأولسبارك بعيدا عن كوكب سايبرترون. لكن الروبوتات الشريرة ينطلقون في حملة للبحث عنه، وبعد بحث طويل يعرفون المكان المخبأ فيه الأولسبارك، وكان في مكان ما على كوكب الأرض.
يهبط ميجاتورن زعيم الروبوتات الشريرة في الدائرة القطبية الشمالية ولكنه يتجمد. وبعد فترة يعثر الكابتن آرشيبالد ويتويكي وطاقمه على جسده المتجمد، وقبل أن يغرق في غيبوبة كاملة، يستخدم ميغاترون آخر نقطة طاقة لديه ليرسم خريطة تدل على مكان إخفاء الأولسبارك وذلك بالنظارة التي كان يرتديها الكابتن آرشيبالد ويتويكي وذلك عام 1897، وكانت بسد هوفلر.
في يومنا الحاضر، يأتي سام ويتويكي الذي يقوم بدوره الممثل شيا لابوف، ليشتري سيارة جديدة يكتشف لاحقا أنها تتحول إلى روبوت، جاء إلى كوكب الأرض ليحمي سام الذي يمتلك نظارة آرشيبالد ويتويكي من الروبوتات الشريرة التي جاءت إلى كوكب الأرض. ولكن هذا الروبوت لم يكن هو الروبوت الوحيد الذي جاء لحماية سام فقط وصل العديد من الروبوتات الأخرى الطيبة التي تدعى الأوتوبوت (Autobots) وكذلك تصل الروبوتات الشريرة. تقوم الروبوتات الشريرة بمهاجمة قاعدة عسكرية أمريكية في صحراء دولة قطر، ويرسل البنتاغون عملاؤه ليواجهوا الروبوتات الشريرة. وتدور معركة شرسة ما بين سد هوفر بولاية كولورادو الأمريكية حتى مدينة لوس أنجلوس بكاليفورنيا للحصول على الأولسبارك وتقوم حبيبة سام بقيادة شاحنة وربط بامبي بها بعد إصابته بإصابة بالغة ب ساقيه وتقوم هي بالقيادة وهو يطلق بأسلحته الخاصة أحد الديسبتيكونات لمساعدة أوبتماس. يقوم سام ويتوكي بوضع الأولسبارك في مكان ما بجسد ميغاترون وأدى ذلك إلى تفجّر الأولسبارك مع ميغاترون والقضاء عليهما وإبقاء الأرض سالمه. وأما الأوتوبوتس الناجية فقررت البقاء على الأرض وأرسلت نداء لكل الأوتوبوتس في الفضاء الذي يطلبون اللجوء أن يأتوا إلى الأرض لأنها بلد سالم ويعيشون بين أفرادها كأجهزة أو سيارات ويراقبونهم ويضمنون حمايتهم.

## الإنتاج

أخذ صانعو الفلم بعين الاعتبار أن تكون أحجام الروبوتات متوافقة مع أحجام المركبات التي تتحول إليها.

## الشخصيات

### الأوتوبوت
- أوبتيموس برايم (بيتر كولن)
- بامبلبي مارك راين
- آيرونهايد جيس هامل
- راتشيت روبرت فوكسورث
- جاز دوريس ماكراي

الديسيبتيكون
ميغاترون هوغو وافينق
ستارسكريم تشارلز ادلر
- فرينزي رينو ويلسون
- بونكراشر جيمي وود

### الشخصيات البشرية
| الممثل        | الدور                                    |
| ------------- | ---------------------------------------- |
| شيا لابوف     | سام ويتويكي                              |
| ميغان فوكس    | ميكايلا باينز                            |
| جوش دوهامل    | كابتن ويليام لينوكس                      |
| جون فويت      | وزير الدفاع - الولايات المتحدة الأمريكية |
| أنتوني أندرسن | خبير هاكر                                |
| جون تورتورو   | العميل ريجي سيمونز                       |
| ميغان فوكس    | حبيبة بطل الفلم                          |

### آخرون
- ديسبينسور
- روبوت نوكيا 8800

## وصلات خارجية
- مقالات تستعمل روابط فنية بلا صلة مع ويكي بيانات
- الموقع الرسمي للفيلم
- صفحة الفيلم على موقع imdb
- إعلان فلم المتحولون على يوتيوب